# 清華大學新水利館

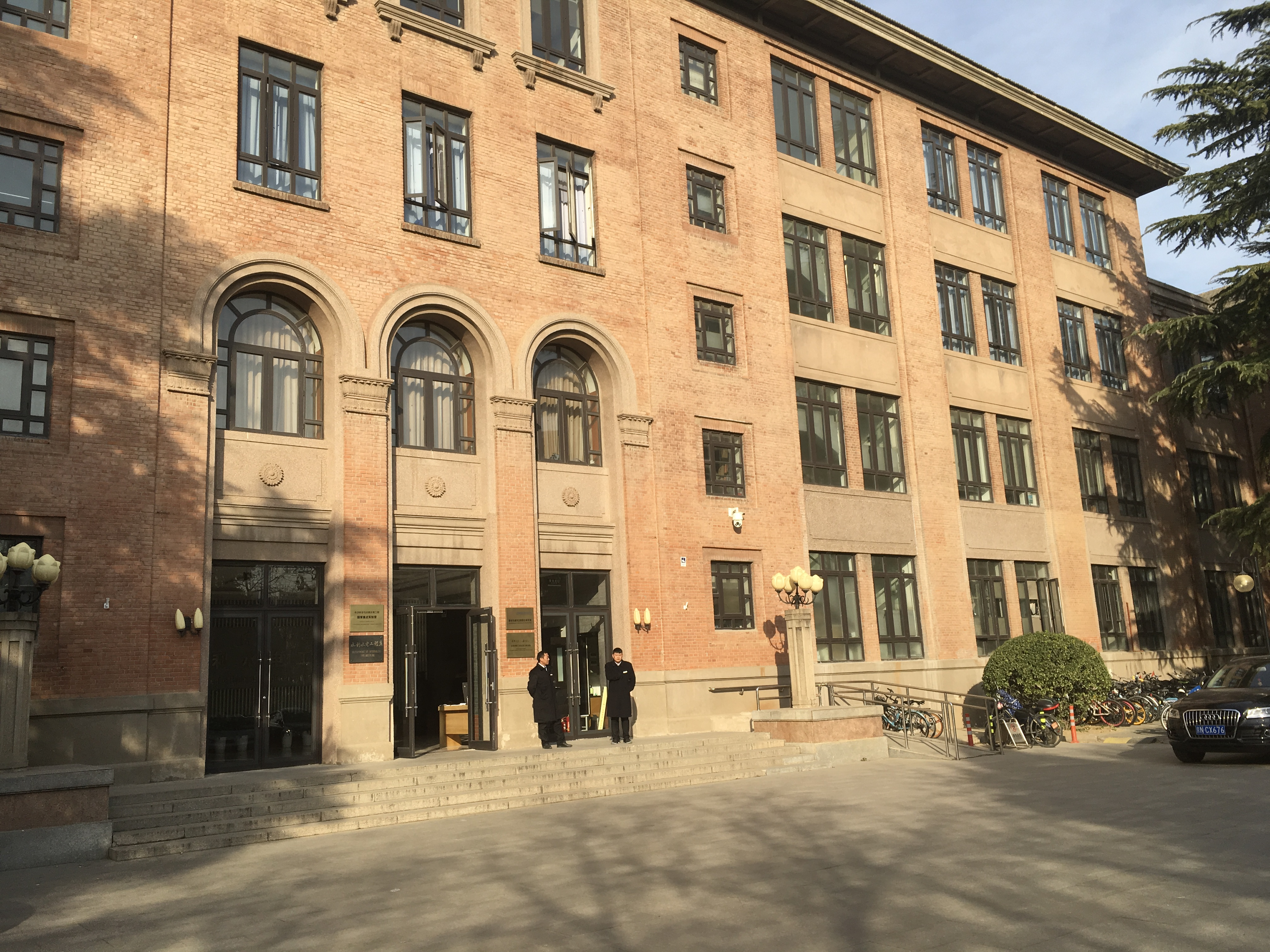
清華大學新水利館

清華大學新水利館，簡稱新水，是清華大學水利工程系的系館。新水建於1955年，位於清華大禮堂東側，設計者為周維權。新水建築整體呈「U」字型，三層樓高，混合框架結構，外型採用坡屋頂、紅磚牆身。
文革期間，新水改為「汽車廠的生產車間」，改革開放後復原成為系館。2019年，新水利館被北京市政府列為北京市第一批历史建筑。